# Daisy Cooper
Pour les articles homonymes, voir Cooper.
Daisy Cooper, née le 29 octobre 1981 à Bury St Edmunds, est une femme politique britannique, membre des Libéraux-démocrates. 
Elle est élue députée de la circonscription de St Albans à la Chambre des communes du Royaume-Uni en décembre 2019.

## Biographie

### Carrière professionnelle
Daisy Cooper étudie aux universités de Leeds et de Nottingham. Avant de devenir députée, elle travaille pour l'ONG Voluntary Service Overseas (en), pour la campagne HackedOff en soutien aux victimes de harcèlement médiatique, et pour le mouvement politique non partisan More United (en). 

### Parcours politique
Aux élections générales de 2010, Cooper finit deuxième dans la circonscription de Suffolk Coastal. Elle se présente ensuite à l'élection du Président des Libéraux-démocrates en 2014 mais arrive en deuxième position derrière Sal Brinton.
Aux élections générales de 2015, Cooper est candidate dans le Mid Sussex, mais elle arrive en quatrième position tandis que le siège revient au conservateur Nicholas Soames. Elle est ensuite candidate libérale-démocrate dans la circonscription de St Albans aux élections de 2017, avant de soutenir la campagne de Jo Swinson pour la direction du parti.
Aux élections générales de 2019, Cooper remporte le siège de St Albans face à la candidate conservatrice sortante Anne Main, députée de la circonscription depuis 2005,. Cooper devient ainsi la première députée libérale-démocrate de St Albans. 
En décembre 2019, le quotidien The Guardian classe Daisy Cooper parmi les 10 nouveaux députés de tous bords « à surveiller de près ».
En janvier 2020, Cooper est nommée porte-parole des Libéraux-démocrates pour la Justice, la Culture, les Médias et le Sport.